# العلاقات المصرية البلغارية
العلاقات المصرية البلغارية تُشير إلي العلاقات الدبلوماسية بين مصر وبلغاريا.بلغاريا لديها سفارة في القاهرة ومصر لديها سفارة في صوفيا,كلا البلدين أعضاء في الاتحاد من أجل المتوسط.

## انظر ايضاً
- علاقات مصر الخارجية